# Entidad espiritual

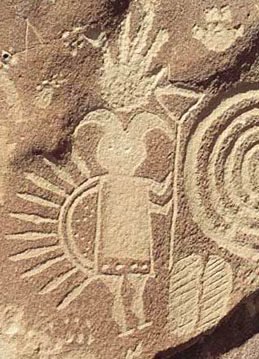
Petroglifo representando un espíritu navajo en el yacimiento arqueológico de Dinétah en Nuevo México.

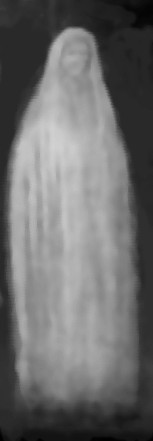
Montaje fotográfico del espectro de una dama de blanco.

Una entidad espiritual, ser espiritual o espíritu, en la historia de las religiones, folclore o etnografía es un fenómeno que puede definirse de diversas formas, según el contexto histórico y la tradición en que se emplea el término. Como en el significado filosófico de espíritu, generalmente connota un principio inmaterial, que puede caracterizar tanto una facultad mental (en alemán Geist) como una inteligencia personificada, en todo caso distinta de la materia corpórea. Una entidad espiritual tendría una forma de existencia sutil y una forma de pensamiento, y por su naturaleza existiría sin ser comúnmente visible en el mundo material; a menudo, las tradiciones populares lo dotan de poderes e influencias maravillosas más o menos ocultas en el mundo físico.

## Tipología
Se pueden designar entidades espirituales a seres inmateriales, agentes sobrenaturales, fantasmas, almas de persona fallecidas, almas residuales (compuestas por la energía espiritual y emociones residuales que en ocasiones dejaría un alma al morir); así como también  proyecciones del cuerpo sutil de las almas de personas gravemente enfermas. También tanto entidades no físicas que son difíciles de ubicar dentro de formas precisas de culto o marcos mitológicos, como a seres que deben mantenerse distintos unos de otros, como genios, demonios, incluso divinidades como las del panteón egipcio.
En el caso de los difuntos, se habla de «espíritus de los muertos» para indicar las almas de los difuntos que dan lugar a manifestaciones de tipo espiritista, con apariencia de espectros, refiriéndose a su presencia activa en el mundo de los vivos más que en el Más Allá.
Los espíritus de la naturaleza serían los espíritus elementales, los espíritus ligados a los elementos y aspectos de la naturaleza (ejemplo: gnomos por la tierra, ondinas por el agua, sílfides por el aire y salamandras por el fuego); pero también los espíritus de los lugares, porque puede haber espíritus malévolos, buenos y neutrales.
Las entidades espirituales se pueden clasificar en: ángeles y demonios por la teología, espectros y fantasmas por la metapsíquica, hadas y gnomos por la folclorística, las almas de los muertos por el culto a los muertos, el espiritismo, la magia o la nigromancia, entre otras entidades sutiles.
Justino, del siglo II, en su Apología, considera que los demonios de los que hablan los Evangelios son almas desencarnadas. En el siglo XVII, entre los espíritus se incluían: ángeles, demonios y almas incorpóreas. Dom Calmet, especialista en el tema, decía escribir 'sobre las apariciones de los ángeles, del demonio y de las almas separadas de los cuerpos'. El diccionario Lalande, similarmente, habla de: “Dios, los ángeles, los demonios, las almas de los hombres desencarnados después de la muerte, son espíritus”.

## Contexto animista
Es sobre todo en el ámbito chamánico y animista donde recurre la noción de espíritu, que designa genéricamente a las entidades incorpóreas o invisibles que presiden los fenómenos de la naturaleza, o que habitan en sus partes individuales. Desde la antigüedad, se ha hablado de espíritus de árboles, ríos, montañas, bosques, etc.
El filósofo hilozoísta Tales de Mileto afirmaba al respecto que «todas las cosas están llenas de dioses». Incluso la medicina griega, en la versión perfeccionada por Galeno, se basaba en la presencia en el cuerpo humano de tres tipos de 'espíritus animales', cada uno con su función específica.
La filosofía natural en Occidente sigue estando caracterizada por el pampsiquismo, es decir, por una visión según la cual cada objeto o elemento de la realidad está impregnado de una conciencia: hasta el Renacimiento, la Naturaleza se concebía enteramente viva, animada por fuerzas sensibles o centros energéticos (mónadas). Además, fue a principios de la Edad Moderna cuando los espíritus de la naturaleza, recurrentes en las mitologías nórdicas con los nombres de hadas, gnomos, duendes, fueron estudiados con ojo científico por Paracelso, quien escribió un tratado sobre ellos, el Liber de nymphis, sylphis, pygmaeis et salamandris, distinguiéndolos sobre la base de sus respectivos elementos, es decir, fuego, aire, agua, tierra.
El significado animista de ·espíritu" vuelve en la época romántica en referencia a la personificación de los rasgos comunes a un determinado linaje ("Espíritu del pueblo") o a una época determinada ("Espíritu del tiempo").

## Espiritismo
En la segunda mitad del siglo XIX, el término espiritismo fue acuñado como una rama del movimiento más amplio del espiritualismo, para indicar los estudios y prácticas encaminadas a investigar los fenómenos de los médiums y lo paranormal concernientes en particular a la evocación de los espíritus desencarnados de los difuntos, a veces relacionado con la recuperación de prácticas adivinatorias como la nigromancia.
En cualquier caso, la creencia en espíritus parece ser un rasgo común de todas las religiones.